# Municipio de Vest
El municipio de Vest (en inglés: Vest Township) es un municipio ubicado en el condado de Scotland en el estado estadounidense de Misuri. En el año 2010 tenía una población de 203 habitantes y una densidad poblacional de 2,22 personas por km².

## Geografía
El municipio de Vest se encuentra ubicado en las coordenadas 40°27′41″N 92°18′24″O / 40.46139, -92.30667. Según la Oficina del Censo de los Estados Unidos, el municipio tiene una superficie total de 91.63 km², de la cual 91,32 km² corresponden a tierra firme y (0,34 %) 0,31 km² es agua.

## Demografía
Según el censo de 2010, había 203 personas residiendo en el municipio de Vest. La densidad de población era de 2,22 hab./km². De los 203 habitantes, el municipio de Vest estaba compuesto por el 99,51 % blancos y el 0,49 % eran de una mezcla de razas. Del total de la población el 0 % eran hispanos o latinos de cualquier raza.